# Mont-Terrible
25 mars 1793 – 17 février 1800
Entités précédentes :
- République rauracienne

Entités suivantes :
- Haut-Rhin
- Canton de Berne (1815)

Le département du Mont-Terrible est un ancien département français, dont le chef-lieu était Porrentruy.
Le « mont Terrible » qui lui a donné son nom s'appelle aujourd'hui le « mont Terri » (canton du Jura, Suisse).
Il fut constitué en 1793 par l'annexion française de la République rauracienne, constituée en 1792 par la partie impériale de l'évêché de Bâle.

## Création
Le 5 germinal an I (25 mars 1793), la Convention nationale prit un décret « qui réunit à la France le pays de Porrentruy, sous le nom de département du Mont-Terrible ».

Il est rédigé comme suit :

« ARTICLE PREMIER. — Le pays de Porrentruy formera un département particulier, sous le nom de département du Mont-Terrible ».

« ART. 2. — Les commissaires de la Convention nationale, envoyés dans ce pays par décret du 10 février dernier, sont chargés de prendre toutes les mesures nécessaires pour y assurer l'exécution des lois de la République [française], ainsi que de faire parvenir à la Convention [nationale] tous les renseignements propres à déterminer l'organisation et la division de ce département ».

« ART. 3. — Le conseil exécutif provisoire [de la République française] est chargé de faire procéder au reculement des barrières [douanières], en prenant toutes les précautions nécessaires pour prévenir les exportations en contravention aux lois de la République [française] ».

## Territoire

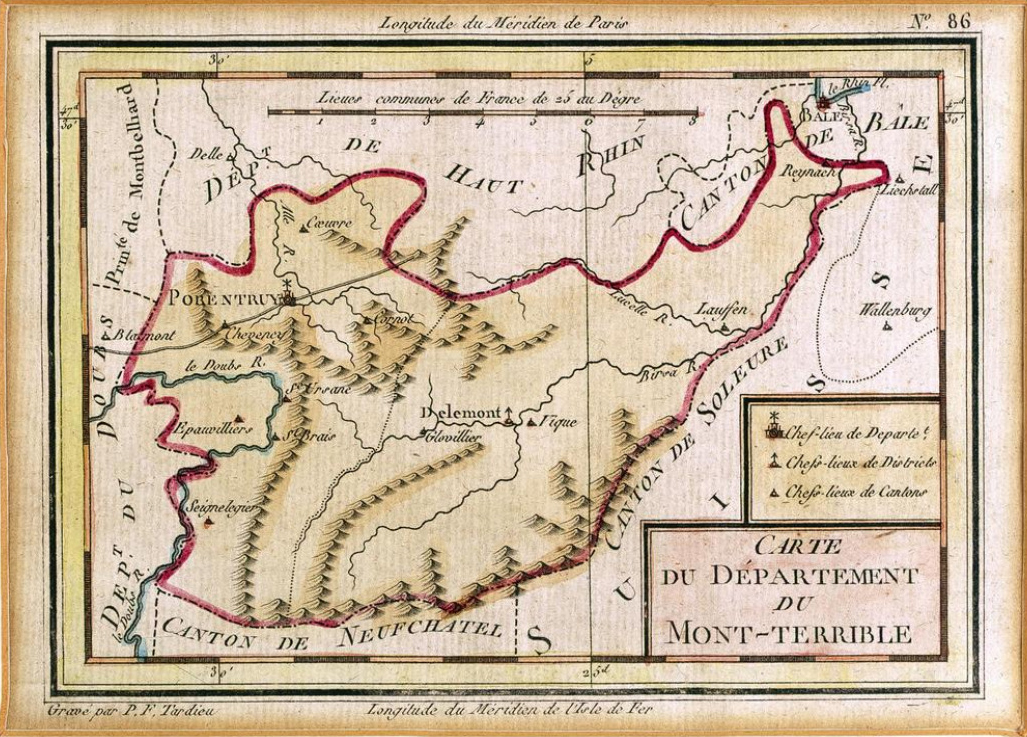
Mont-Terrible Carte du département gravée par P.F. Tardieu pour l'Atlas des quatre-vingt-huit Départements de la République Française de François-Simon Mentelle, publié à Paris vers 1794 (Musée jurassien d'art et d'histoire, Delémont; photographie Pierre Montavon).

### Territoire initial
Le territoire du « pays de Porrentruy » correspondait à la partie de l'ancienne principauté épiscopale de Bâle sur laquelle le prince-évêque de Bâle avait conservé l'intégralité de son autorité temporelle, à l'exception de la seigneurie de Schliengen.

Il s'agissait des territoires suivants :
- La ville de Porrentruy
- L'ancienne seigneurie d'Ajoie, comprenant vingt-neuf communes réunies en cinq mairies, savoir :
  - La mairie d'Alle, comprenant les neuf communes suivantes : Alle, Asuel, Charmoille, Cornol, Courgenay et Courtemautruy, Fregiécourt, Miécourt, Pleujouse, Villars et Fontenais avec La Motte, Montvouhay et Valbert.
  - La mairie de Bure, comprenant les cinq communes suivantes : Bure, Boncourt, Buix, Courtemaîche. En outre deux fiefs : Milandre et le Maira, qui relevaient directement du prince-évêque.
  - La mairie de Chevenez, comprenant les six communes suivantes : Chevenez, Bressaucourt, Damvant, Grandfontaine et Roche-d'Or, Réclère, Rocourt.
  - La mairie de Cœuve, comprenant les sept communes suivantes : Cœuve, Beurnevésin, Bonfol, Damphreux, Lugnez, Montignez, Vendlincourt.
  - La mairie de Courtedoux, comprenant les deux communes suivantes : Courtedoux, Courchavon et Mormont.
- L'ancienne seigneurie de Delémont, y compris les villages francs, comprenant vingt mairies, savoir :
  - La mairie de Courroux et Courcelon
  - La mairie de Vicques, Recolaine et sur Mouton
  - La mairie de Montsevelier
  - La mairie de Vermes et Envelier
  - La mairie de Rebeuvelier
  - La mairie de Courtételle
  - La mairie de Courfaivre
  - La mairie de Bassecourt et Berlincourt
  - La mairie d'Undervelier et Rebévelier
  - La mairie de Soulce
  - La mairie de Glovelier, Sceut, Saulcy et Foradrai
  - La mairie de Boécourt et Séprais
  - La mairie de Develier-dessus et Develier-dessous
  - La mairie de Montavon
  - La mairie de Soyhières et Les Riedes
  - La mairie de Movelier, Pleigne et Mettembert
  - La mairie de Roggenbourg
  - La mairie d'Ederswiler
  - La mairie de Bourrignon
  - La mairie de Lajoux et Fornet-dessus
- L'ancienne prévôté et seigneurie de Saint-Ursanne, comprenant sept mairies, savoir :
  - La mairie de Saint-Ursanne, avec Montmelon-dessus, Montmelon-dessous, Outremont, Ravines, Le Maran et plusieurs autres métairies.
  - La mairie d'Ocourt, avec Monturban, Chauvelier et plusieurs métairies sur les deux rives du Doubs.
  - La mairie de Seleute avec Montenol, Monnal, et les métairies de Cernier-dessus et de Cernier-dessous.
  - La mairie d'Épauvillers, avec le village d'Epiquerez, Essertfallon, Chervillers, Charmillolle, Banbois, le Pécal et quelques métairies.
  - La mairie de Soubey, avec Chercenay, Froidevaux, Lobchez, la Vieille-verrière, Massaselin, et plusieurs autres métairies.
  - La mairie de Saint-Brais, avec les hameaux des Rottes, Fond du val, sur Moron, le Bolleman, et plusieurs métairies.
  - La mairie de Montfavergier, avec Les Sairains, Césais et plusieurs métairies.
- L'ancienne seigneurie des Franches-Montagnes, comprenant cinq paroisses, savoir :
  - La paroisse de Saignelégier, qui comprenait ce village, la commune de Muriaux, celle du Bémont, celle des Pommerats, le village de la Bosse, le Praissalet.
  - La paroisse des Bois, comprenant : le village des Bois, le Peux-Claude, le Cerneux-Godat.
  - La paroisse du Noirmont, comprenant : le village du Noirmont, le Peux-Péquignot, la commune du Peuchapatte.
  - La paroisse des Breuleux, comprenant les deux communes suivantes : des Breuleux et La Chaux.
  - La paroisse de Montfaucon, comprenant les trois communes suivantes : Montfaucon, Les Enfers et Cerniévillers, simple métairie.
- L'ancienne seigneurie de Laufon et Zwingen, comprenant
  - La Ville de Laufon
  - Les huit communes suivantes : Blauen, Röschenz, Dittingen, Liesberg, Nenzlingen, Zwingen, Brislach, Wahlen.
- L'ancienne seigneurie de Pfeffingen, comprenant les quatre communes suivantes : Pfeffingen, Aesch avec le château d'Angenstein, Duggingen, Grellingue.
- L'ancienne seigneurie de Birseck, comprenant : Arlesheim, Allschwil, Ettingen, Oberwwil, Reinach, Schœnenbuch, Therwil.

### Extensions successives

#### Incorporation de l'ancienne principauté de Montbéliard
Le 10 octobre 1793, le commissaire Bernard de Saintes avait fait occuper la principauté de Montbéliard.

Par un arrêté du 11 octobre 1793, il l'avait déclarée provisoirement réunie à la France.

L'annexion de facto de la principauté de Montbéliard ne fut acceptée par le duc de Wurtemberg, Frédéric-Eugène, que le 5 fructidor an IV (22 août 1796), date à laquelle il ratifia le traité de paix conclu à Paris, le 20 thermidor précédent (7 août 1796), entre Charles-François Delacroix, fondé de pouvoir du Directoire exécutif, d'une part, et le baron Charles de Woellvarth et Conrad d'Abel, fondés de pouvoirs du duc de Wurtemberg et Teck, d'autre part.

Ce traité, arrêté et signé par le Directoire exécutif le 21 thermidor an IV (8 août 1796), et ratifié par le Corps législatif le 28 thermidor suivant (15 août 1796), contenait un article 4 rédigé comme suit :

« S. A. S. le duc de Wurtemberg et Teck renonce, en faveur de la République française, pour lui, ses successeurs et ayant-cause, à tous ses droits sur la principauté de Montbéliard, les seigneuries d'Héricourt, de Passavant et autres en dépendant, le comté de Horbourg, ainsi que les seigneuries de Riquewick et Ostheim, et lui cède généralement toutes les propriétés, droits et revenus fonciers qu'il possède sur la rive gauche du Rhin, et les arrérages qu'il pourrait réclamer. Il renonce à toute répétition qu'il pourrait faire contre la République [française] pour non-jouissance desdits droits et revenus, et pour toute autre cause, de quelque espèce qu'elle soit, antérieure au présent traité. »

Dès la fin du mois d'octobre 1793, les quarante municipalités de la principauté de Montbéliard furent distribuées en trois cantons, savoir :
- Le canton d'Audincourt[a], comprenant :
  - Les dix-huit municipalités suivantes : Abbévillers[b], Allenjoie[c], Arbouans[d], Badevel[e], Bethoncourt[f], Brognard[g], Courcelles[h], Dambenois[i], Dampierre[j], Étupes[k], Exincourt[l], Fesches[m], Grand-Charmont[n], Nommay[o], Sochaux[p], Taillecourt[q], Valentigney[r], Vieux-Charmont[s].
  - Les trois municipalités suivantes : Audincourt[t], Dasle[u], Voujeaucourt[v], constituées à partir de paroisses ou de communautés d'habitants mi-parties, dépendant à la fois de l'ancienne principauté de Montbéliard et de l'ancien comté de Bourgogne (les parties franc-comtoises de ces paroisses ou communautés d'habitants constituaient trois autres municipalités relevant du district de Saint-Hippolyte et du département du Doubs, savoir : les municipalités d'Audincourt[w] et de Dasle[x], relevant du canton de Blamont[y] ; la municipalité de Voujeancours[z], relevant du canton de Mathay[aa] ).
  - La municipalité de Mandeure[ab].
- Le canton de Désandans[ac], comprenant :
  - Les seize municipalités suivantes : Allondans[ad], Bart[ae], Bavans[af], Beutal[ag], Bretigney[ah], Couthenans[ai], Désandans[aj], Dung[ak], Issans[al], Présentevillers[am], Raynans[an], Saint-Julien[ao], Sainte-Marie[ap], Sainte-Suzanne[aq], Semondans[ar], Le Vernoy[as].
  - Les trois municipalités suivantes : Aibre[at], Étouvans[au], Laire[av], constituées à partir de paroisses ou de communautés d'habitants mi-parties, dépendant à la fois de l'ancienne principauté de Montbéliard et de l'ancien comté de Bourgogne (les parties franc-comtoises de ces paroisses ou communautés d'habitants constituaient trois autres municipalités, savoir : les municipalités d'Aibre[aw] et de Laire[ax], relevant du canton de Héricourt[ay], du district de Lure et du département de la Haute-Saône ; la municipalité d'Étouvans[az], relevant du canton de Mathay[aa], du district de Saint-Hippolyte et du département du Doubs).
  - Deux municipalités relevant de la République française, savoir : Échenans[ba], Lougres[bb].
- Le canton de Montbéliard[bc], comprenant la municipalité de Montbéliard[bd].

Ces trois cantons formèrent, avec le canton de Clairegoutte, le district de Montbéliard.

Le canton de Clairegoutte, comprenait les cinq municipalités suivantes : Belverne, Clairegoutte, Étobon, Frédéric-Fontaine, Magny-Danigon.
Le district de Montbéliard fut rattaché au département de la Haute-Saône.

Le 11 ventôse an V (1er mars 1797), une loi en détacha les cantons d'Audincourt, Désandans et Montbéliard, correspondant au territoire de l'ancienne principauté de Montbéliard, pour les incorporer au département du Mont-Terrible.

#### Incorporation du reste de l'ancienne principauté épiscopale de Bâle
Après le traité de paix signé à Campo-Formio, le 26 vendémiaire an VI (17 octobre 1797), le reste de l'ancienne principauté épiscopale de Bâle, à l'exception de l'ancienne seigneurie de Schliengen, fut incorporé au département du Mont-Terrible.

Le 29 brumaire an VI (19 novembre 1797), le Directoire exécutif donna à Charles Pierre François Augereau, général en chef de l'armée d'Allemagne, l'« ordre de prendre possession des pays, terres et droits d'Erguël, Bellelay, Grandval et Moutier, dépendant de l'évêque de Bâle sur la rive gauche du Rhin, et de faire évacuer l'abbaye de Bellelay ».

Le 19 pluviôse an VI (7 février 1798), la Ville et République de Bienne émirent le vœu d'être réunies à la République française.

Ces territoires, sur lesquels le prince-évêque de Bâle n'avait conservé, jusqu'en 1792, qu'une autorité nominale, étaient les suivants : 
- L'ancienne prévôté de Moutier-Grandval, à savoir :
  - La prévôté dite sous les Roches, comprenant les cinq mairies suivantes : Courrendlin et Vellerat ; Châtillon et Rossemaison ; Corban ; Courchapoix ; Mervelier et La Scheulte
  - La prévôté dite sur les Roches, comprenant :
    - Les dix-sept mairies suivantes : Moutier ; Belprahon ; Grandval ; Crémines ; Corcelles ; Eschert ; Perrefite ; Champoz ; Court ; Sornetan et Souboz ; Châtelat, Fornet-dessous et Monible ; Tavannes ; Reconvilier et Chaindon ; Saules, Saicourt et Le Fuet ; Malleray ; Bévilard ; Sorvilier.
    - Les cinq villages suivants : le village de Roches, qui avait un ambourg ; le village d'Elay, qui avait un voëble ; le village de Saules, qui avait un voëble indépendamment du maire ; les villages de Loveresse et Pontenet, qui n'avaient pas de maire.
- L'ancienne seigneurie d'Erguël, comprenant les huit mairies suivantes : Courtelary et Cormoret ; Saint-Imier, avec Sonvilier, Villeret, Renan et la communauté des montagnes de Saint-Imier, La Ferrière ; Corgémont, avec Cortébert ; Tramelan ; Sonceboz et Sombeval ; Péry, avec La Heutte et La Reuchenette ; Vauffelin, avec Plagne et Frinvillier ; Perles, avec Romont, Montménil et Reiben.
- L'ancienne seigneurie d'Orvin, comprenant le village d'Orvin et quelques métairies.
- La mairie de Bienne, comprenant la ville de Bienne, Evilard, Mâche (de), Boujean et Vigneules.
- L'ancienne seigneurie de Diesse, comprenant les villages de Diesse, Nods, Lamboing et Prêles.
- La mairie de La Neuveville, comprenant La Neuveville et Chavannes.

### Territoires non annexés

#### Enclaves soleuroises
Les actuelles communes suisses suivantes ne relevèrent jamais du département français du Mont-Terrible ni de celui du Haut-Rhin :

- Petit-Lucelle (en allemand : Kleinlützel)
- Bättwil
- Hofstetten-Flüh
- Metzerlen-Mariastein
- Rodersdorf
- Witterswil

Elles constituaient deux enclaves du canton suisse de Soleure (en allemand : Kanton Solothurn), situées entre les départements français du Mont-Terrible et du Haut-Rhin.

La première enclave correspondait à l'actuelle commune de Petit-Lucelle ; la seconde, aux actuelles communes de Bättwil, Hofstetten-Flüh, Metzerlen-Mariastein, Rodersdorf et Witterswil, composant le Leimental soleurois.

#### Seigneurie de Schliengen
La seigneurie de Schliengen ne fut jamais annexée au département du Mont-Terrible. Située sur la rive droite du Rhin, elle comprenait : Istein, Huttingen, Mauchen, Schliengen et Steinenstadt.
Par le recès du 25 janvier 1803, la députation extraordinaire de la Diète impériale de Ratisbonne en décida la sécularisation ainsi que la médiatisation, par son incorporation au margraviat de Bade.

## Administrateurs
Le document ci joint daté du 1er Prairial An V donne la liste des Administrateurs à cette date, accompagnée de leurs signatures
TRIPONE, président
NOIRJEAN
PALLAIN
PARROT
BENNOT
ROUSSEL, commissaire du Directoire exécutif

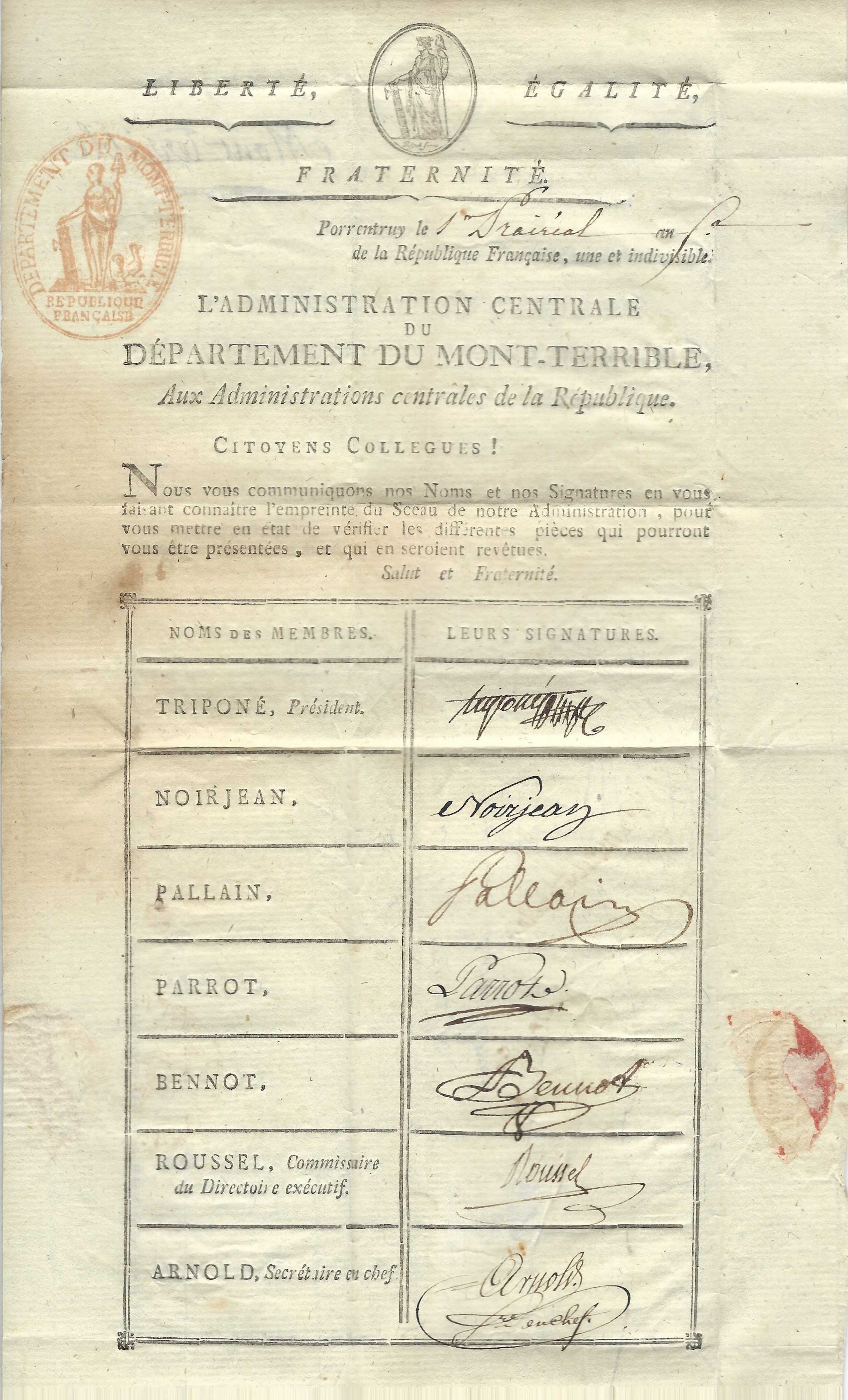
liste des administrateurs du département du Mont-Terrible

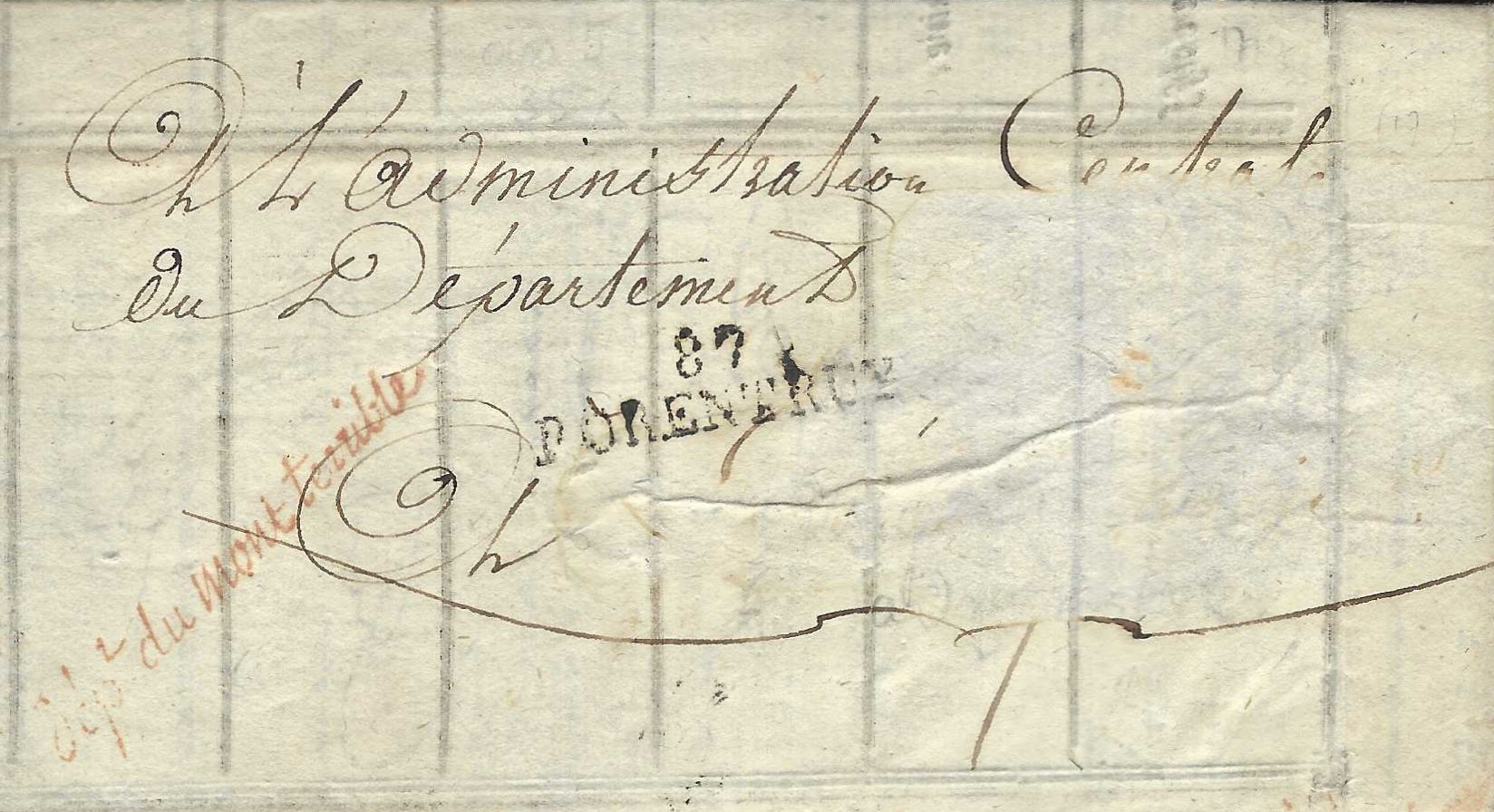
lettre des Administrateurs du département du Mont-Terrible du 1er Prairial An V

ARNOLD, secrétaire en chef 

## Suppression
Le département du Mont-Terrible fut supprimé, sous le Consulat, par la loi du 28 pluviôse an VIII (17 février 1800), « concernant la division du territoire français et l'administration ».

Son territoire fut incorporé au département du Haut-Rhin, dont il forma deux des cinq arrondissements, à savoir :
- Le quatrième arrondissement (chef-lieu : Porrentruy), comprenant les onze cantons suivants : Porrentruy, Chevenez, Damphreux, Cornol, Épauvillers, Saint-Brais, Saignelégier, Saint-Ursanne, Audincourt, Desandans et Montbéliard
- Le troisième arrondissement (chef-lieu : Delémont), comprenant les onze cantons suivants : Delémont, Glovelier, Vicques, Reinach, Laufon, Moutier, Malleray, Courtelary, Bienne, La Neuveville

En 1815 à la suite du Congrès de Vienne, le territoire qui avait constitué ce département fut attribué en grande partie au canton suisse de Berne, l'actuel canton du Jura et le Jura bernois. Le reste fut partagé entre le département français du Doubs (Montbéliard) et le canton de Bâle-Campagne.

## Subdivisions
Le département du Mont-Terrible était divisé jusqu'à loi du 22 août 1795, en deux districts :
- Le district de Delémont
- Le district de Porrentruy

Le district de Delémont était subdivisé en dix cantons, savoir :
- Le canton de Delémont
- Le canton de Bienne
- Le canton de Courtelary
- Le canton de Glovelier
- Le canton de Laufon
- Le canton de Malleray
- Le canton de Moutier
- Le canton de La Neuveville
- Le canton de Reinach
- Le canton de Vicques

Le district de Porrentruy était subdivisé en huit cantons, savoir :
- Le canton de Porrentruy
- Le canton de Chevenez
- Le canton de Cornol
- Le canton de Damphreux
- Le canton d'Épauvillers
- Le canton de Saint-Brais
- Le canton de Saint-Ursanne
- Le canton de Saignelégier